# Froissartage
Le froissartage est une technique scoute de construction d'installations, mise au point par Michel Froissart, commissaire de district des Scouts de France à Fontainebleau dans les années 1930. Inspirée des pratiques paysannes de construction d'outils, de charrettes, de charpentes ou de meubles, la technique sans clou ni vis est fondée sur le principe de l'assemblage avec des tenons et des mortaises. Utilisé dans l'univers scout, le froissartage se fait dans le respect de la nature, fait appel à la débrouillardise et est principalement destiné au mobilier de camp.
Le froissartage fait appel aux techniques d'assemblage à mi-bois ou à tenon et mortaise et à un outillage manuel rudimentaire d'un entretien et d'un transport aisés. Les principaux outils sont les suivants : le couteau, la hachette, la tarière, la scie, la plane, le ciseau à bois, et le maillet.
L'apprentissage des techniques de froissartage est un des grands classiques en camp scout. Il consiste à travailler directement des troncs d'arbres (bois rond), parfois appelés « perches » de coupe récente et plus facilement travaillable, pour réaliser les installations de camp au moyen d'assemblages tenon-mortaise ou de mi-bois reliés par des chevilles en bois sec.

## Les évolutions modernes du froissartage
Pour faciliter la construction et alors que les camps durent moins longtemps (généralement 1 à 2 semaines maximum depuis les années 1980-1990, contre 1 mois entier à l'époque de M. Froissart), les mouvements scouts ont peu à peu modifié les techniques décrites par Michel Froissart dans son ouvrage. Il est alors fait recours à la ficelle comme accessoire d'assemblage. Certaines constructions de camp (table, table à feu, feuillées) utilisent désormais des techniques d'assemblage supplémentaires, comme les nouages (principalement le nœud de tête de bigue pour réaliser les tripodes, le brêlage pour assembler deux perches entre elles ou le nœud de garniture pour rabouter deux perches l'une au bout de l'autre).
Les scouts utilisent de la ficelle en fibre naturelle telle que le sisal ou le raphia. D'autres unités essaient de limiter au maximum l'utilisation de ficelle, avec le double but d'avoir des installations plus élégantes et de ne pas éviter la difficulté technique. Néanmoins le terme froissartage inclut maintenant toutes ces techniques de nouages.

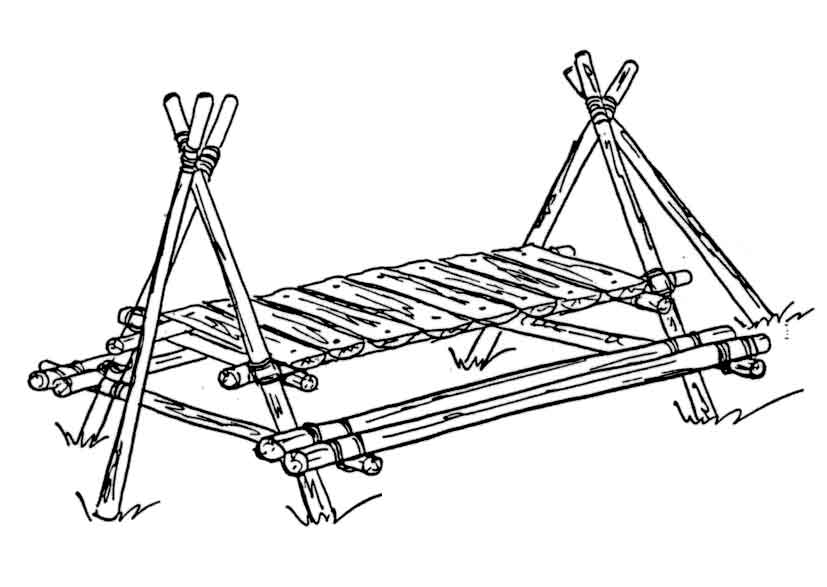
Table, appelée table tripode, réalisée avec des nouages en ficelle ou en corde. Note: la technique d'assemblage initiée par Michel Froissart dans Froissartage utilise uniquement les tenons et mortaises ; ce modèle ne suit donc pas la règle originale.

## Les installations permanentes
Dans certains cas les installations durent au-delà d'un camp ; par exemple, des tables de randonneurs le long d'un sentier de grande randonnée. L'assemblage de longue durée ne peut être obtenu que par l'assemblage tenon–mortaise, ou par cheville de bois sec (aujourd'hui, à l'instar de l'évolution des techniques de charpente, la tige filetée métallique sur mi-bois est aussi utilisée). On emploie des perches en bois durable comme le châtaignier. Une installation réalisée sur ces bases peut durer 15 ou 20 ans.
Il en est de même d'installations spectaculaires construites pour un jamboree.

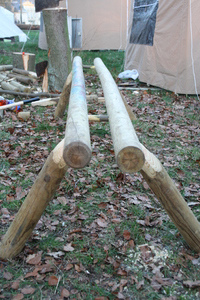
Banc simple.
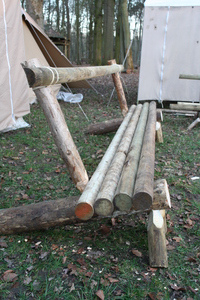
Banc avec dossier.
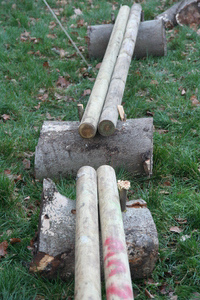
Banc.